# Psychotria imthurniana
Psychotria imthurniana là một loài thực vật có hoa trong họ Thiến thảo. Loài này được Oliv. miêu tả khoa học đầu tiên năm 1887.